# Nur Amirul Fakhruddin Marzuki
Nur Amirul Fakhruddin Marzuki (24 januari 1992) is een Maleisisch wielrenner die sinds het begin van zijn carrière in 2011 rijdt voor Terengganu Cycling Team.

## Carrière
In 2013 won Marzuki de CFI International Race in Mumbai. Een week later werd hij tweede in die van Delhi. In 2015 werd hij nationaal kampioen op de weg. Als nationaal kampioen won hij in november een etappe en het puntenklassement in de Ronde van Borneo. Later dat jaar won hij ook de bergklassement van de Ronde van Sharjah en de Jelajah Malaysia.
In 2017 won Marzuki de eerste etappe in de Jelajah Malaysia, maar vanwege een incident eerder in de race kreeg de Indonesiër Abdul Gani de eerste leiderstrui.

## Overwinningen
2013
CFI International Race – Mumbai
2015
 Maleisisch kampioen op de weg, Elite
4e etappe Ronde van Borneo
Puntenklassement Ronde van Borneo
Bergklassement Ronde van Sharjah
Bergklassement Ronde van Maleisië
2017
1e etappe Ronde van Maleisië
Puntenklassement Ronde van Maleisië
2019
1e etappe Ronde van Siak
Eind- en puntenklassement Ronde van Siak
3e etappe Ronde van het Maleisisch schiereiland

## Ploegen
- 2011 –  Terengganu Cycling Team
- 2012 –  Terengganu Cycling Team
- 2013 –  Terengganu Cycling Team
- 2014 –  Terengganu Cycling Team
- 2015 –  Terengganu Cycling Team
- 2016 –  Terengganu Cycling Team
- 2017 –  Terengganu Cycling Team
- 2018 –  Terengganu Cycling Team
- 2019 –  Terengganu Inc. TSG Cycling Team
- 2020 –  Terengganu Inc. TSG Cycling Team
- 2021 –  Terengganu Cycling Team
- 2022 –  Terengganu Polygon Cycling Team
- 2023 –  Terengganu Polygon Cycling Team
- 2024 –  Terengganu Cycling Team
- 2025 –  Terengganu Cycling Team

Ahmad Zamri · Batmunkh · Eyob · Goh · Lakasek · Marzuki · Mat Amin · Morey · Othman · Ovetsjkin · Romli · Rosdi · H. Saleh · Z. Saleh · Zulkurnain